# West End (Bahamas)
West End est une ville des Bahamas, 
capitale de Île de Grand Bahama.  En 1492, les noms Espagnols de la grande île des eaux peu profondes (Gran Bajamar).  Ainsi nommer l'archipel.